# Cades
Cades es una localidad del municipio cántabro de Herrerías, localizado en el Valle del Nansa en España. En el año 2008 contaba con 76 habitantes (INE). Está a 100 m s. n. m. y dista un kilómetro de la capital municipal, Bielva. Celebra la fiesta de San Juan Bautista el 24 de junio.

## Historia
Su término estuvo habitado desde antiguo, como demuestra que aquí se localice el yacimiento prehistórico de La Pica, donde hay vestigios del Paleolítico, incluido arte parietal. Esta localidad aparece mencionada documentalmente hacia el año 1000. En la Edad Media formó parte de la Merindad de las Asturias de Santillana. A finales de la época medieval, pasó a depender de la Casa de la Vega. Ya desde el siglo XII, se desarrolló en este territorio numerosas ferrerías o lugares donde se trataba el mineral de hierro, de donde nace el nombre con el que es conocido el municipio. De todas ellas, la más destacada fue precisamente la de Cades, mencionada en el Catastro de Ensenada (1752). En la ferrería de Cades se obtenían lingotes de hierro a partir del mineral, sin fundirlo por entero. Sufrió abandono durante la segunda mitad del siglo XIX y, después de ser restaurada en el año 2000, fue convertida en un centro de interpretación.
Cades, junto con Casamaría, Camijanes y Rábago, formó parte del primer ayuntamiento constitucional de Herrerías, durante el Trienio Liberal.

## Ferrería y Patrimonio
La ferrería se trata de un gran edificio, situado en Cades, localidad del municipio de Herrerías, en la ribera del río Nansa y que se remonta al siglo XVIII. Estuvo en actividad durante todo el siglo, pero en la segunda mitad del siglo XIX fue abandonada. Fue reconstruida e inaugurada nuevamente en el año 2000.
En esta ferrería se obtenían lingotes de hierro mediante el procedimiento de forja catalana consistente en conseguir el hierro a partir del propio mineral, separándolo de todos los elementos con los que se encuentra mezclado en la naturaleza, pero sin fundirlo completamente.
Este edificio está compuesto por una casa blasonada, molinos, una capilla y la propia ferrería. El interior está dividido por muros de piedra que se encargaban de distribuir las zonas de trabajo, además de separar los tres almacenes de carbón vegetal y el de piedra en el caso de que se produjera un incendio. 
Gran parte del edificio se encuentra por debajo del camino de acceso al mismo, con el fin de conseguir tanto una mayor comodidad a la hora de descargar todos los materiales que se necesitaban para su actividad como para ganar altura en el salto del agua que movía la rueda principal para generar una caída del agua mayor, esta agua provenía del río Nansa, la cual era desviada y traída por un canal.
Durante diciembre del 2009 y enero del 2010 se ha llevado a cabo un proceso complejo de restauración. Más concretamente se han reparado la antigua factoría de la obtención del hierro, las máquinas hidráulicas del siglo XVIII, los espacios exteriores y las riberas del canal del río Nansa.
Además de la ferrería, destaca en Cades la casona de los Rubín de Celis que está junto a la misma. Esta casona data del siglo XVIII, con capilla, balcón de púlpito en lugar de solana y, en su muro, dos escudos con yelmos. Tiene además una panera u hórreo de seis pies, de interés etnográfico. Mediante resolución de 10 de febrero de 2003 se incoó expediente para declarar este y otros hórreos de Cantabria como Bien de Interés Cultural, con la categoría de Monumento.
Dentro de su patrimonio religioso, ha de mencionarse la iglesia, bajo la advocación de San Juan, cuyo ábside es gótico (siglo XIII), si bien el resto de la edificación data del siglo XVI. 
Cades, como el resto de las poblaciones de este municipio, tiene un conjunto urbano que conserva construcciones populares típicas de la Montaña: casas pequeñas adosadas en hilera, apoyándose en hastiales o muros cortafuegos que las separan.